# 서울 진관사 소 십육나한상
서울 진관사 소 십육나한상(서울 津寬寺 塑 十六羅漢像)은 서울특별시 은평구 진관외동, 진관사 나한전에 있는 불상이다. 2002년 3월 15일 서울특별시의 유형문화재 제144호 진관사나한전소조십육나한상(津寬寺 羅漢殿 塑造十六羅漢像)으로 지정되었다가, 2009년 6월 4일 진관사 소 십육나한상(津寬寺 塑 十六羅漢像)으로 문화재 지정명칭이 변경되었다.

## 개요
현재 진관사(津寬寺) 나한전(羅漢殿)에는 석가삼존불상(釋迦三尊佛像) 좌우로 각각 8구(軀)씩 16구의 나한상(羅漢像)과 제석상(帝釋像) 1구, 사자상(使者像) 1구, 인왕상(仁王像) 2구 등 총 20구의 상이 봉안되어 있다. 모두 소조상(塑造像)으로 현재는 화려한 채색이 되어 있는데 각 상은 47cm에서 53cm에 이르는 그리 크지 않은 아담한 규모이다.
16구의 나한(羅漢)은 향우측(向右側)에 제1(빈도라바라다바자), 3(가나가바라타자), 5(나쿠라), 7(카리카), 9(지바카), 11(라후라), 13(안가다), 15(아지타) 존자(尊者)가, 향좌측(向左側)에 제2(가나가바차), 4(소빈다), 6(바다라), 8(바자라푸트라), 10(판타카), 12(나가세나), 14(바나바시), 16(수다파나카) 존자가 배치되었는데, 여러 가지 지물(持物)을 들고 특징적인 자세를 취하는 등 자유롭게 표현되었다. 즉 합장을 하거나 선정(禪定)을 한 모습, 무릎 위에 손을 얹은 모습, 등을 긁는 모습을 비롯하여 연꽃, 부채(파초선), 거울, 붓, 해태, 용, 경전 등을 들고 있는 나한(羅漢)들의 다양한 모습을 잘 표현하고 있다. 또한 각 나한들의 얼굴표정과 자세는 매우 사실적일 뿐만 아니라 해학적으로 묘사되어서 불교 조각이 갖는 엄격하고 규격적인 모습을 탈피하고 초상 조각과 같은 개성적이고 활달한 면모를 보여주고 있다.
16나한의 옆에 봉안된 인물은 보관(寶冠)의 형상과 천의(天衣)의 형태 등 보살(菩薩)의 모습을 취하고 있는데 완주 송광사(松廣寺) 16나한상(羅漢像)의 복장기(腹藏記)에 16나한상과 함께 조성된 보살형 인물에 대하여 제석상(帝釋像)이라는 명기(銘記)가 있는 것을 볼 때 여기에 표현된 보살형 인물 역시 제석상으로 추정된다. 진관사의 16나한상은 천은사 16나한상, 송광사 16나한상, 옥천사 16나한상, 개암사 16나한상 등 17, 8세기의 나한상에 비하여 역동감이 부족하고 다소 섬약한 느낌을 주기는 하지만 조선 후기 16나한상으로서의 특징을 잘 보여주는 작품이다.
서울시 인근에는 이처럼 16구가 모두 갖추어진 16나한상이 많지 않은데, 이 16나한상은 조선 후기 서울, 경기 지역의 나한신앙(羅漢信仰)을 보여주는 중요한 유물로 판단된다. 근년에 새로 채색을 했지만 원형이 잘 보존되어 있다.

## 세부 목록
| 연번   | 그림 | 명칭               | 규격(cm)       | 재질 |
| ------ | ---- | ------------------ | -------------- | ---- |
| 144-1  |      | 빈도라바라다바자像 | 높이 약 47cm   | 소조 |
| 144-2  |      | 가나가바차像       | 높이 약 53cm   | 소조 |
| 144-3  |      | 가나가바라타자像   | 높이 약 49cm   |      |
| 144-4  |      | 소빈다像           | 높이 약 48cm   |      |
| 144-5  |      | 나쿠라像           | 높이 약 49cm   |      |
| 144-6  |      | 바다라像           | 높이 약 46.5cm |      |
| 144-7  |      | 카리카像           | 높이 약 48cm   |      |
| 144-8  |      | 바자라푸트라像     | 높이 약 49cm   |      |
| 144-9  |      | 지바카像           | 높이 약 49cm   |      |
| 144-10 |      | 판타카像           | 높이 약 49cm   |      |
| 144-11 |      | 라후라像           | 높이 약 49cm   |      |
| 144-12 |      | 나가세나像         | 높이 약 50cm   |      |
| 144-13 |      | 안가다像           | 높이 약 47cm   |      |
| 144-14 |      | 바나바시像         | 높이 약 47cm   |      |
| 144-15 |      | 아지타像           | 높이 약 49cm   |      |
| 144-16 |      | 수다판타카像       | 높이 약 48cm   |      |
| 144-17 |      | 帝釋像             | 높이 약 95cm   |      |
| 144-18 |      | 使者像             | 높이 약 94cm   |      |
| 144-19 |      | 仁王像1            | 높이 약 98cm   |      |
| 144-20 |      | 仁王像2            | 높이 약 98cm   |      |

## 같이 보기
- 십육나한상